# Frankolin jarzębaty
Frankolin jarzębaty (Campocolinus schlegelii) – gatunek średniej wielkości afrykańskiego ptaka z rodziny kurowatych (Phasianidae). Osiadły.

## Systematyka
Gatunek monotypowy. Dawniej bywał uznawany za podgatunek frankolina jasnogłowego (C. coqui).

## Charakterystyka

### Morfologia
Wygląd zewnętrzny: ochrowa głowa z szarą czapeczką i paskiem ocznym, brunatny, kremowo kreskowany grzbiet, spód jasny, czarno prążkowany. Słabo zaznaczony dymorfizm płciowy, samica odróżnia się od samca mniej wyraźnym kreskowaniem grzbietu i nieregularnie prążkowanym brzuchem.
Rozmiary: długość ciała 21–24 cm
Masa ciała: samiec ok. 250 g, samica ok. 220 g

## Występowanie

### Środowisko
Sawanna, zwłaszcza utworzona przez drzewa z gatunku Isoberinia doka i z wysoką trawą. Nie notowany w pobliżu osiedli ludzkich.

### Zasięg występowania
Środkowa Afryka, od zachodniego Kamerunu, poprzez Republikę Środkowoafrykańską i południowy Czad do południowo-zachodniego Sudanu.

## Pożywienie
Liście drzewa Isoberinia doka, nasiona traw i owady.

## Rozród
Gatunek najprawdopodobniej monogamiczny.
Gniazdo zagłębienie w ziemi wyścielone trawą, liśćmi i tym podobnym materiałem.
Okres lęgowy W Sudanie od września do listopada.
Jaja: znosi 2–5 jaj.

## Status, zagrożenie i ochrona
Status według kryteriów Czerwonej księgi gatunków zagrożonych IUCN: gatunek najmniejszej troski (LC – least concern). Trend liczebności populacji uznaje się za stabilny.